# Hans Thomas Lange Schaanning
Hans Thomas Lange Schaanning, född 2 mars 1878 i Kristiania i Norge, död 5 mars 1956 i Kragerö i Norge, var en norsk ornitolog, nybyggare och konservator. 
Hans Thomas Lange Schaanning var son till överingenjören Peder Schaanning (1843–1898) och Agnes Helene Salvesen (1848–1934) och växte upp i Kristiania. 
Han var redan i ungdomen mycket fågelintresserad. Tillsammans med Johan Koren (1879-1919) slog han sig hösten 1900, efter sin studentexamen, ned i Pasvikdalen i östra Finnmark. De levde som jägare och samlade fåglar och ägg som de sålde till museer i Norge och utomlands. De övervintrade också på Novaja Zemlja 1902-1903 som medlemmar av Kristian Birkelands norrskensexpedition. Han bodde i området, från 1902 på ön Varlam/Vaarlamasaari i Pasvikälven på den ryska sidan av gränsen, som ingift i en finländsk nybyggarfamilj. Huset har återuppförts i rekonstruerad form i Pasvik Zapovednik. Efter den första hustruns död flyttade han till den norska sidan av Pasvikälven 1907, där han byggde gården Noatun.
Efter några år i Kristiania från 1911 arbetade Schaanning mellan 1918 och 1948 som konservator på Stavanger museum. Han var framför allt ornitolog och fältforskare. Han grundade Norsk ornitologisk förening 1921 och var redaktör för föreningens tidskrift Norsk Ornithologisk Tidsskrift. Denna utgavs mellan 1921 och 1935. Han inrättade 1937 Revtangen ornitologiske stasjon, som var Norges första fågelstation, på näset Revtangen på Jæren i Rogaland.
Han gifte sig 1902 med 16-åriga Elsa Fiina Rautiola (1886-1907), som var dotter till finländska nybyggare i den ryska delen av Pasvikdalen. Paret fick tre barn. Elsa dog redan vid 21 års ålder 1907. I sitt andra äktenskap var han från 1909 gift med danskan Hedevig Lysholm Schjelderup (1888–1973) och fick med henne fem barn.